# 馬越恵美子
馬越 恵美子（まごし えみこ）は、日本の国際経営学者。桜美林大学教授、異文化経営学会会長。アクサ・ホールディングス・ジャパン株式会社取締役、株式会社ダイヘン取締役、株式会社ピーシーデポコーポレーション 取締役、YKK株式会社 アドバイザリーボード経営顧問。専門は、国際経営学・異文化経営論・ダイバーシティ経営。

## 人物
- 雙葉小学校附属幼稚園、雙葉小学校、雙葉中学校・高等学校卒業[2][3]。
- 高校時代にAFSでアメリカに留学。また大学ではフランスのソルボンヌ大学などに留学。
- 英語、フランス語が堪能。上智大学外国語学部フランス語学科卒業、慶應義塾大学大学院で経済学修士、異文化経営論で東亜大学より博士号を取得。
- 大学卒業後、同時通訳として活躍。その後、慶應義塾大学大学院経済学研究科に入学。育児、仕事、研究の三つを同時に行う。1996年、東京純心女子大学准教授に就任。
- 2001年 - 2003年及び2005年 - 2007年、NHKラジオ講師として、“えみりん先生”のニックネームで英会話講座で活躍。
- 2003年に異文化経営学会[4]を設立、現在まで会長。2007年より2013年まで、東京都労働委員会公益委員として労働紛争の行政救済に携わる。
- 2002年より桜美林大学教授。2019年から2021年3月まで桜美林大学副学長を兼任[5]。
- 2014年に日立物流の女性初の取締役に就任。2016年にはアクサ生命の取締役に、2019年にはアクサ・ホールディングス・ジャパンの取締役に就任。幅広い知識と卓越した知見を基に鋭い視点から経営に関する発言を行っており、企業のダイバーシティ経営に貢献している。
- 国際ビジネス、国際教育、経営関連などの分野において、理事、評議員など数多くの公職を務め、講演や執筆活動を幅広く行っている。
- 南極、北極地方、ガラパゴスを含む世界各地を旅して、異文化に親しむ[6]さらに、英語落語[7][8]にチャレンジするほか、ジャズライブ[9]も定期的に開催（2017年に自らのヴォーカルのジャズ、ボサノバ、シャンソンなどを収めた音楽CD「WAVE」を発売している）。

## 受賞
- 国際ビジネス研究学会2009年度（第16期）学会賞（論文の部）受賞 “Diversity management and the effects on employees’organizational commitment: Evidence from Japan and Korea”co-authored with Eunmi Chang (Journal of World Business, Volume 44, No. 1 January 2009) [10]
- 2000年度アンゾフ・アウォード特別文献賞受賞（戦略経営協会）（2001年） 著書『異文化経営論の展開』（学文社、2000年）

## 学歴
- 1968年4月 : 雙葉高等学校入学
- 1971年7月 : 米国ミネソタ州ロビンスデイル高校（AFS）留学
- 1972年3月 : 雙葉高等学校卒業
- 1972年4月 : 上智大学外国語学部フランス語学科入学
- 1974年2月 : フランス・アンジェ・カトリック大学及びソルボンヌ大学留学（ロータリー財団）
- 1976年3月 : 上智大学外国語学部フランス語学科卒業（主専攻：フランス語 副専攻：国際関係論）
- 1992年4月 : 慶應義塾大学大学院経済学研究科修士課程入学
- 1994年3月 : 慶應義塾大学大学院経済学研究科修士課程修了
- 1994年4月 : 慶應義塾大学大学院経済学研究科博士課程入学
- 1998年3月 : 慶應義塾大学大学院経済学研究科博士課程単位取得退学
- 1999年3月 : 東亜大学博士号（学術：経営管理）取得

## 学位
- 修士（経済学・慶應義塾大学）修士論文「日本企業のグローバリゼーションと人事戦略」
- 博士（学術：経営管理・東亜大学）博士論文「異文化経営論の比較論的検証と新展開」

## 資格
- 英検一級（優秀賞受賞）1974年

## 職歴
- 1976年4月 : 会議通訳（英語・フランス語・日本語）（ - 1996年3月）
- 1989年12月 : 株式会社インターリンク 代表取締役（ - 2015年2月)
- 1991年4月 : 上智大学外国語学部英語学科兼任講師
- 1996年4月 : 東京純心女子大学現代文化学部英米文化学科助教
- 2001年4月 : 東京純心女子大学現代文化学部英米文化学科教授
- 2002年4月 : 桜美林大学 教授（国際経営）（現在に至る）
- 2007年10月 : 筑波大学客員教授（大学院ビジネス科学研究科）（ - 2016年）
- 2001年 - 2003年及び2005年 - 2007年NHKラジオ講師
- 2008年4月 : 桜美林大学アビエーションマネジメント学類長（ - 2010年3月）
- 2014年6月 : 株式会社日立物流取締役（〜2020年6月）[11]
- 2016年3月 : アクサ生命保険株式会社 取締役（ - 2019年3月）
- 2019年4月 : アクサ・ホールディングス・ジャパン株式会社 取締役（現在に至る）[12]
- 2019年4月 : 桜美林大学副学長（〜2021年3月）
- 2021年6月 : 株式会社ダイヘン　取締役（現在に至る）[13]
- 2022年6月 : 株式会社ピーシーデポコーポレーション 取締役（現在に至る）
- 2022年7月 : YKK株式会社 アドバイザリーボード経営顧問（現在に至る）

## 公職歴
- 1999年8月 : 杉並区21世紀ビジョン審議会 委員（ - 2000年7月）
- 2003年3月 : 異文化経営学会会長（現在に至る）
- 2007年12月 : 東京都労働委員会公益委員（ - 2013年12月）
- 2014年10月 : 日本学術会議連携会員（〜2020年9月）[14]

## その他の社会活動
- 日本労働研究機構「労働市場の国際化とその社会経済的影響に関する総合研究」第5部会委員（1992年 - 1996年）
- 杉並区21世紀ビジョン審議会 委員（1999年 - 2000年）
- 戦略経営協会 理事（2001年 - 2006年）
- サンフランシスコ平和条約締結50周年記念Ａ50キャラバン・メンバー（2001年）
- （財）高年齢者雇用開発協会研究委員（2001年 - 2003年）
- 異文化経営学会会長（2003年 - 現在）
- （社）日米協会理事（2012年6月 - 2018年6月）
- （社）日米協会評議員（2018年7月 - 現在）
- （財）国際教育振興会 評議員（2003年 - 2016年）
- 国際ビジネス研究学会 理事（2003年 - 2018年）
- （財）アジアクラブ アジアラウンテーブル企画委員（2004年 - 2005年）
- 日本経営倫理学会 理事（2005年 - 2015年） 常任理事（2015年 - 現在）[15]
- ワイ・エフ・ユー日本国際交流財団 評議員（2005年 - 2007年）
- （財）エイ・エフ・エス日本協会 評議員（2005年 - 2007年）
- （財）AFS日本協会 理事（2007年 - 2010年12月）
- 公益財団法人 AFS日本協会 理事（2011年1月 - 2013年6月）
- 戦略経営協会 評議員（2006年 - 現在）
- 経営関連学会協議会 評議員（2006年 - 2012年）
- 東京都労働委員会 公益委員（2007年 - 2013年）
- 多国籍企業学会 理事（2009年 - 2017年）
- 北東アジア総合研究所 評議委員（2010年 - 2017年）
- 公益財団法人 伊藤国際教育交流財団 理事（2010年11月 - 2018年6月）
- 公益財団法人 伊藤国際教育交流財団 評議員（2018年6月 - 現在）[16]
- ふるさとテレビ 顧問（2011年3月 - 現在）[17]
- 日本行動学会 理事（2011年4月 - 2013年）
- 日本経営協会参与（2011年5月 - 現在）
- 日本英語交流連盟 特別参与（2011年 - 2019年）
- 日本ビジネスコミュニケーション学会 客員理事（2011年11月 - 2013年）
- ビューティビジネス学会 理事（2012年1月 - 現在）[18]
- 早稲田大学総合研究機構トランスナショナルHRM研究所招聘研究員（2012年4月 - 現在）[19]
- Editorial Board member of the Journal of Leadership and Organizational Studies, Sage Publications (2012年11月 〜 現在)
- 筑波大学大学院国際交渉力強化プログラム外部アドバイザー委員会委員（2013年1月1日 - 同年3月31日）
- （公財）日本高等教育評価機構 評価員（2014年6月 - 2019年3月）

## 研究暦
- 日本労働研究機構「労働市場の国際化とその社会経済的影響に関する総合研究」第5部会（主査：島田晴雄慶應義塾大学教授）（1992年 - 1996年）
- 日本企業のグローバル化と人材活用」に関する研究
- 国際経営文化学会（会長：村山元英千葉大学名誉教授）（1996年 - 2001年）
- 理論研究会「国際経営学の理論と企業のグローバル経営」に関する研究
- 高年齢者雇用開発協会（2001年 - 2003年）「諸外国における高齢者の就業形態の実情」に関する調査研究
- 異文化経営学会「異文化経営：理論と事例」に関する研究（2003年 - 現在）
- 日本労務学会・日韓共同プロジェクト（2003年 - 2006年）（主査：白木三秀早稲田大学教授）「日韓の比較研究：人的資源管理とダイバーシティ・マネジメント」
- 日本経営倫理学会CSR研究部会（2004年 - 2006年）（主査：水尾順一駿河台大学教授）「CSR行動基準と評価基準の策定に向けての研究」
- 平成19 - 21年度科学研究費基盤研究（B）研究課題名 日本的多文化マネジメントシステムの研究（研究代表者 林倬史立教大学経営学部教授）（2007年 - 2009年）
- 日本学術会議 経営学委員会「経営学分野における研究業績の評価方法を検討する分科会」第23期 （2015年 - 2020年9月）／経営学委員会「経営学大学院における認証評価の国際通用性に関する分科会」第24期（2017年 - 2020年9月）

## 研修
- IMD（スイス・ローザンヌ）グローバルビジネスプログラムOWP(Orchestrating Winning Performance) 修了（2013年6月）
- IMD（スイス・ローザンヌ）リーダーシッププログラム Strategies for Leadership 修了 （2014年6月）
- 日本取締役協会社外取締役トレーニング 修了（2015年8月）
- 一橋大学財務リーダーシッププログラム（HFLP）修了 （2017年3月）

## 著書

### 単著
- NHKラジオ ビジネス英会話土曜サロン・ベスト・セレクション・プレミアム（2011年10月、DHC）
- ダイバーシティ・マネジメントと異文化経営（2011年4月、新評論）
- NHKラジオ ものしり英語塾 はじめての英字新聞（2007年12月、DHC）
- NHKラジオ ビジネス英会話 土曜サロン・ベスト・セレクション（2004年6月、DHC）（八重洲ブックセンター及び紀伊国屋新宿南口店語学書ベストセラー 2003年10月第四刷）
- 心根(マインドウェア)の経営学—等距離企業の実現を目指して（2000年4月、新評論）
- 異文化経営論の展開（2000年3月、学文社）〔戦略経営協会2000年度アンゾフ・アウォード特別文献賞受賞 2002年第一版第二刷・2004年第一版第三刷）
- ホワイトカラー革新—マインドウェアの提唱と新異文化経営論（1995年6月、新評論）

### 編著
- 『こんな生き方 女性100名山』（2016年9月桜美林大学 北東アジア総合研究所）
- 『異文化経営の世界：その理論と実践』（2010年3月、白桃書房）

### 編集委員／執筆
- 経営倫理用語辞典 経営倫理用語辞典（2008年2月、日本経営倫理学会編、白桃書房）Eブック

### 共著
- 携帯版 ビジネス交渉と会議英語辞典（2005年5月、DHC）
- ウェブ時代の英語術（2005年4月、生活人新書、NHK出版）
- “カイシャ”の中の外国人（1996年7月、日本貿易振興会）

### 共同執筆
- 『提言　わが国の経営学大学院における教育研究の国際通用性のある 質保証に向けて』 日本学術会議　経営学委員会 経営学大学院における認証評価の国際通用性に関する分科会(2020年9月29日)
- 『人材育成ハンドブック』人材育成学会編（第Ⅶ章グローバル社会と人材育成トピックス「海外地域特性に合わせたマネジメント対応のあり方」）（2019年3月29日、金子書房）
- 異文化コミュニケーション事典 ビジネスの国際化・上意下達と下意上達・企業の社会的責任 編集代表 石井敏・久米昭元（2013年1月29日、春風社）
- 『労働経済学の新展開』清家篤・駒村康平・山田篤裕編著（第8章「ダイバーシティ・マネジメントの実証研究—日韓企業の調査を中心に—」）（2009年6月10日、慶應義塾大学出版会（島田晴雄先生退職記念論文集））
- “Transcultural Management: Cultural Relevance in Different Industries”in Ohara, Shigenobu & Takayuki Asada (ed.) Japanese Project Management:KPM-Innovation, Development and Improvement,Japanese Management and International Studies- Vol. 3, (共著者 Akio Yamamoto)（World Scientific: London 2009年）
- 企業経営の革新と21世紀社会 日本経営学会編「異文化経営とダイバーシティ・マネジメント‐日本の企業社会のあり方をめぐって‐」（2008年9月、千倉書房）
- 国際経営と経営文化 村山元英編著（第7章「日本における異文化マネジメント教育の現状と課題」）（2007年7月、文眞堂）
- CSRとコーポレート・ガバナンスがわかる事典（2007年7月、創成社）
- 経営学検定試験公式テキスト〈3〉戦略的経営課題（2006年5月、中央経済社）
- 21世紀経営学シリーズ9 国際経営論—グローバル化時代とニューアジア経営の展望（2005年10月、学文社）
- 実用英語の地平（2004年3月、南雲堂）
- 経営学検定試験公式テキスト〈2〉現代経営の課題(中級受験用) （2004年2月、中央経済社）
- グローバル化と平等雇用（2003年3月、学文社）
- ビジョナリー経営学（2003年2月、学文社）
- ビジネスと異文化のアクティブ・コミュニケーション（2002年4月、同文舘）
- 国際経営論への招待（2002年2月、有斐閣）
- 組織革命と個人との共生（1996年8月、講談社）
- 通訳の仕事（1995年4月、アルク）
- 実用英語の世界（1993年7月、南雲堂）

## 翻訳
- 『アメリカにおける外国投資の歴史−1607 - 1914−』ミラ・ウィルキンス著、安保哲夫／山崎克雄監訳（第15章「その他のサービス」pp.944-992 馬越恵美子 訳）(The History of Foreign Investment in the United States to 1914 by Mira Wilkins)（2016年7月、ミネルヴァ書房）
- 国際経営学の誕生〈1〉基礎概念と研究領域 ブライアン・トイン ＆ ダグラス・ナイ編著／村山元英監訳 第3章「企業史研究視座と国際経営学の概念領域」マイラ・ウィルキンス、第7章「講評㈼：国際経営学の概念不要論」ジャック・バーマン（2001年11月、文眞堂）
- 国際経営学の誕生〈3〉組織理論と組織行動の視座 ブライアン・トイン ＆ ダグラス・ナイ編著／村山元英監訳 「誕生する学問視座を世界に」全巻序文、「顔の見える組織論の国際経営学的展開」本書序文、編者･著者紹介」（2000年3月、文眞堂）

### 監訳
- CSRイニシアチブ CSRイニシアチブ—CSR経営理念・行動憲章・行動基準の推奨モデル(英訳付き) 水尾順一・田中宏司・清水正道・蟻生俊夫編 （2005年5月、日本規格協会）

## 落語高座本
- 「英語落語」1［転宅］英語版（英訳・口演 紅巣亭笑林）『圓窓高座本 第231号 圓窓五百噺 その163』（口演 六代 三遊亭圓窓）（2013年）[22]

## 音楽CD
- Wave ウェイブ ボサノバ、シャンソンなど (2017年4月19日)[23]

## 出演

### ラジオ
- 2001年 - 2003年及び2005年 - 2007年NHKラジオ講師[24]